# Моцеше
Моцеше (пол. Mociesze) — село в Польщі, у гміні Ясвіли Монецького повіту Підляського воєводства.
Населення — 289 осіб (2011).
У 1975-1998 роках село належало до Білостоцького воєводства.

## Демографія
Демографічна структура станом на 31 березня 2011 року:
|          | Загалом | Допрацездатний вік | Працездатний вік | Постпрацездатний вік |
| -------- | ------- | ------------------ | ---------------- | -------------------- |
| Чоловіки | 154     | 28                 | 90               | 36                   |
| Жінки    | 135     | 24                 | 69               | 42                   |
| Разом    | 289     | 52                 | 159              | 78                   |